# آلفرد فرید
آلفرد هرمان فرید(به آلمانی: Alfred Hermann Fried)
(۱۱ نوامبر ۱۸۶۴–۵ می ۱۹۲۱) صلح‌جو، ناشر، روزنامه‌نگار اهل اتریش و یهودی بود که از بنیان‌گذاران جنبش صلح آلمان و به‌همراه توبیاس آسر، از برندگان جایزه صلح نوبل در سال ۱۹۱۱ می‌باشد.